# Siebenschneiderstein

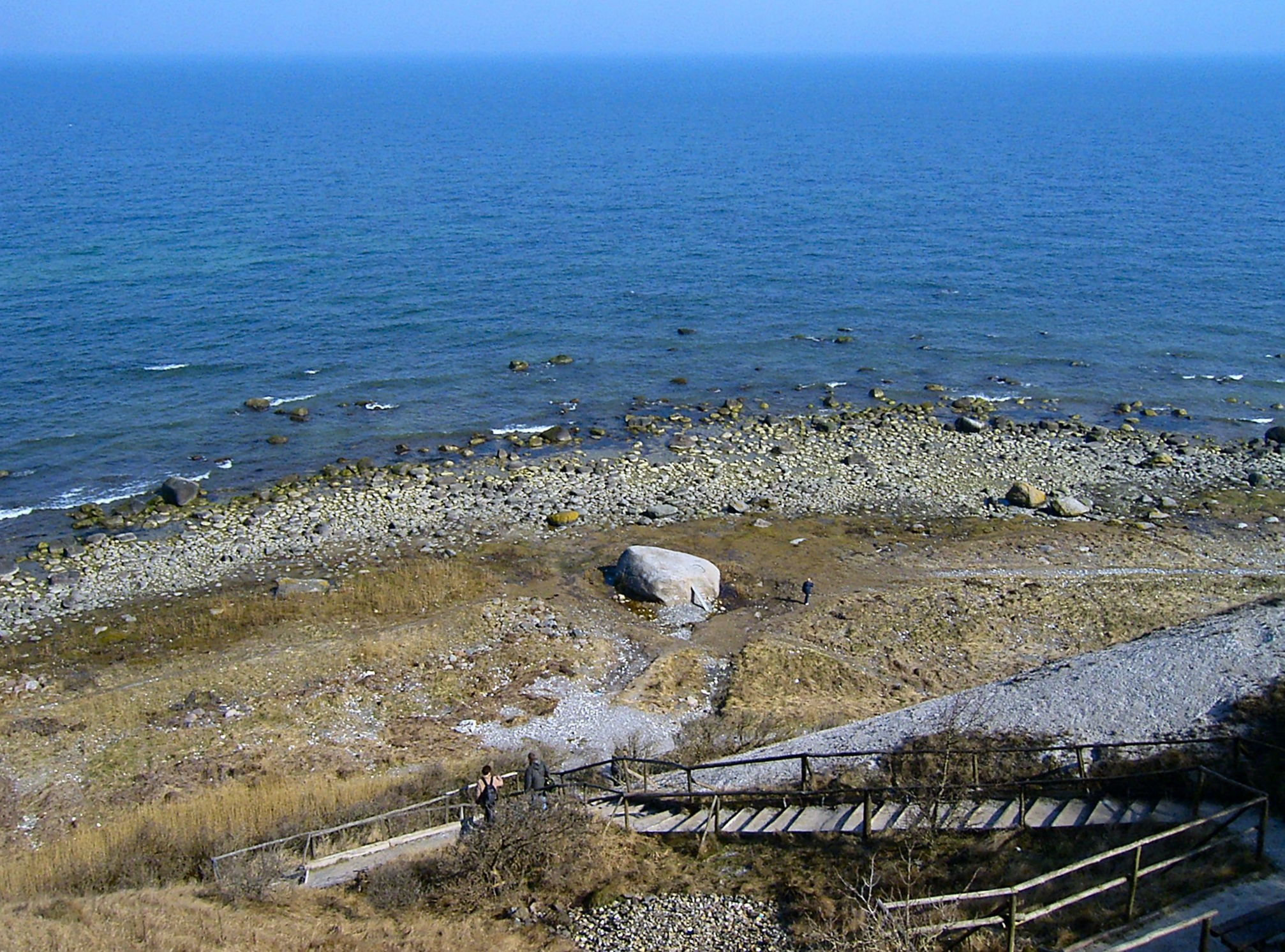
Gellort, die Nordspitze Rügens mit dem Siebenschneiderstein

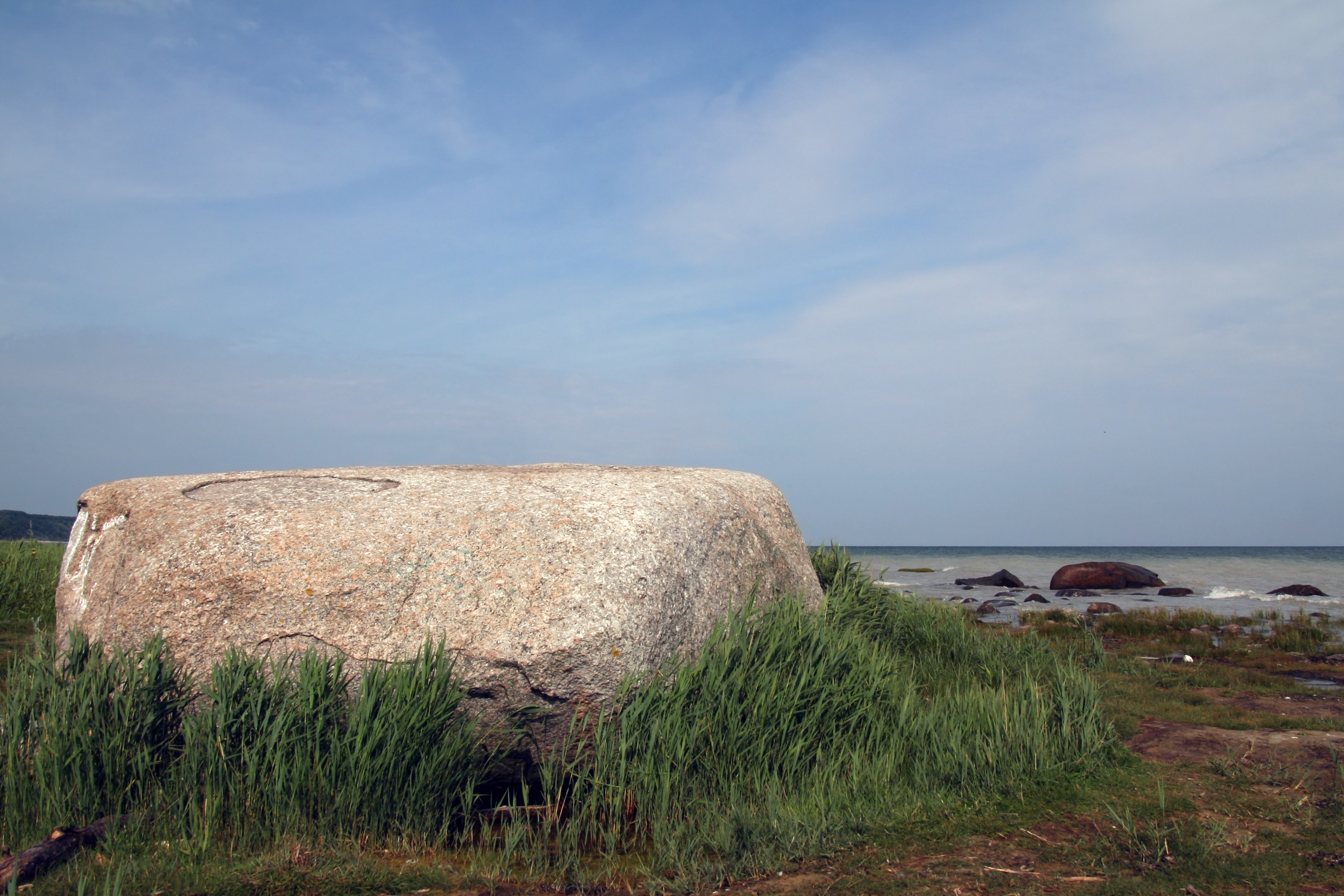
Siebenschneiderstein

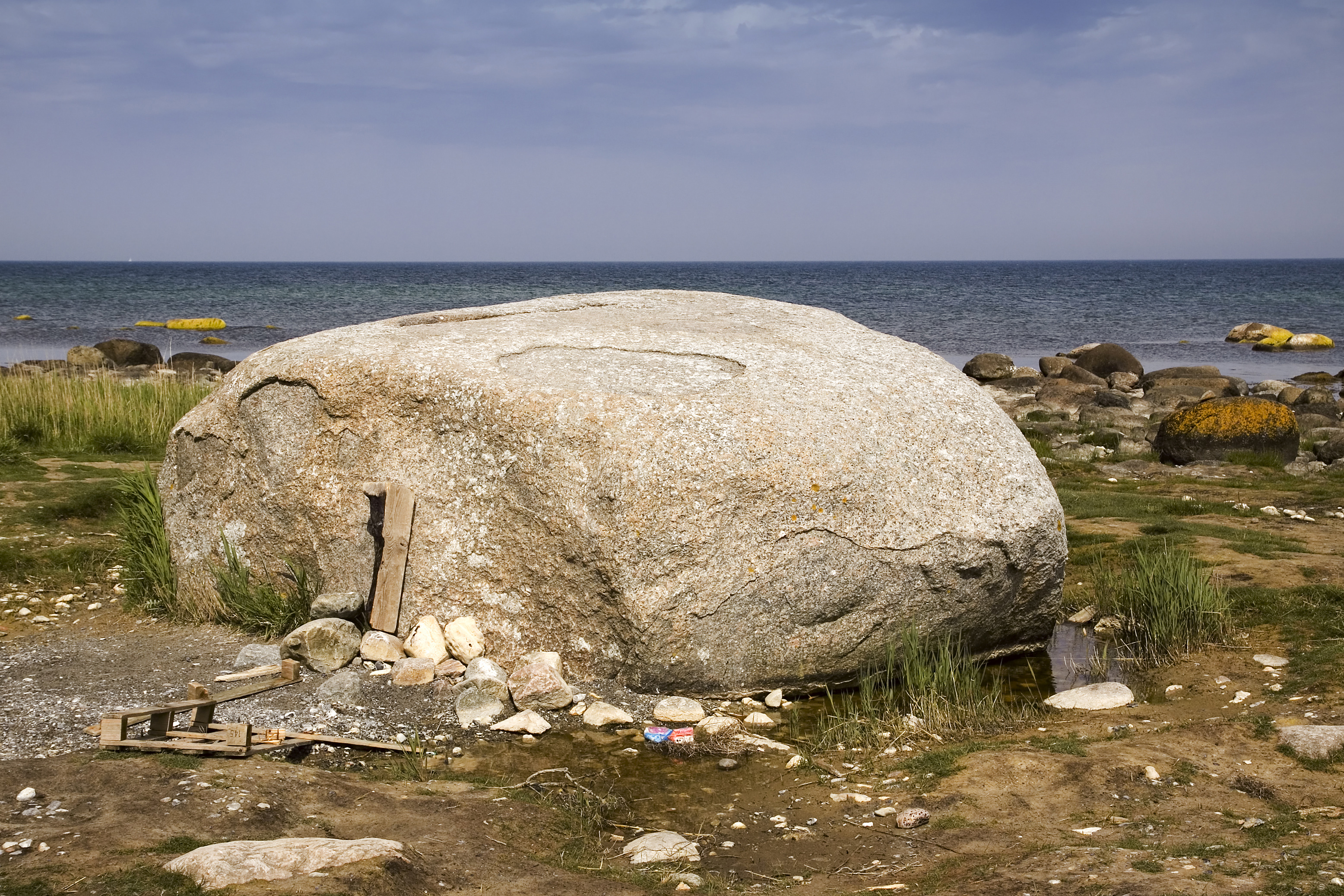
Siebenschneiderstein

Der Siebenschneiderstein (niederdeutsch: Söbenschniedersteen) ist ein aus grobkörnigem Karlshamn-Granit bestehender Findling auf der Insel Rügen in Mecklenburg-Vorpommern.
Er liegt 22 Meter vom Fuß des Kliffs (Kliffküste) entfernt am Ostseestrand, einen Kilometer nordwestlich vom Kap Arkona. Er hat eine Masse von 165 Tonnen, ein Volumen von 61 Kubikmetern und gehört, wie viele weitere Findlinge auf der Insel Rügen, zu den gesetzlich geschützten Geotopen.
Der Siebenschneiderstein ist zwar nicht der größte Findling auf Rügen – das ist der Buskam mit einem Volumen von 600 Kubikmetern, aber er markiert doch als viertgrößter Findling Rügens den nördlichsten Punkt der Insel und damit Ostdeutschlands.